# Кэхилл, Даррен
Даррен Кэхилл (англ. Darren Cahill; р. 2 октября 1965, Аделаида) — австралийский профессиональный теннисист и теннисный тренер.
- Финалист Уимблдонского турнира 1987 года в смешанном парном разряде и Открытого чемпионата Австралии 1989 года в мужском парном разряде и Кубка Дэвиса 1990 года в составе сборной Австралии, победитель 15 турниров Гран-при и АТР в одиночном и парном разрядах
- Тренер Ллейтона Хьюитта, Андре Агасси, Фернандо Вердаско, Даниэлы Гантуховой , Симоны Халеп и Янника Синнера , обладатель командного Кубка мира 2001 года как капитан сборной Австралии.

## Игровая карьера
Даррен Кэхилл начал играть в теннис в старших классах, в 1980 году. С 1983 года начал выступления в профессиональных теннисных турнирах, в том же году дойдя до полуфинала турнира WCT в Даласе в парном разряде, а на следующий год — до полуфинала чемпионата Мельбурна в помещениях в одиночном разряде. С 1985 года Кэхилл выступал в статусе профессионала и в конце года, также в Мельбурне, завоевал свой первый парный титул.
В мае 1986 года Кэхилл вошёл в число ста лучших теннисистов мира в парном разряде, к концу сезона добравшись уже и до Top-50 рейтинга АТР. В одиночном разряде он впервые попал в сотню сильнейших в августе 1987 года, после выхода в полуфинал Открытого чемпионата Австрии и победы в «челленджере» в Нью-Хейвене. К этому моменту он уже достиг и значительного успеха в миксте, когда дошёл до финала Уимблдонского турнира в паре с Николь Провис. Австралийская пара по пути в финал обыграла соперников, посеянных под десятым и 13-м номерами, но в финале не смогла одолеть другую несеяную пару - хозяев корта Джо Дьюри и Джереми Бейтса.
Пик игровой карьеры Кэхилла приходится на 1988—1990 годы. За эти три сезона он выиграл десять турниров Гран-при и нового АТР-тура в парном разряде, в том числе турнир высшей категории в Цинциннати, а также дошёл до финала Открытого чемпионата Австралии 1989 года. Большинства этих успехов он достиг, когда в паре с ним играл соотечественник Марк Кратцман, хотя три титула с ним разделили другие австралийцы — Лори Уордер, Уолли Мазур и Джон Фицджеральд, с которым Кэхилл дошёл также до четвертьфинала Олимпийского турнира в Сеуле. В одиночном разряде он за это время завоевал один титул в турнире Гран-при и один раз проиграл в финале, а в 1988 году стал шестым с начала Открытой эры несеяным участником, пробившимся в полуфинал Открытого чемпионата США. По пути в полуфинал он победил посеянного пятым Бориса Беккера, прежде чем уступить второй ракетке мира Матсу Виландеру. В паре с Кратцманом Кэхилл также помог сборной Австралии дойти в 1990 году до финала Кубка Дэвиса, принеся ей очки в матчах с командами Новой Зеландии и Аргентины. В финале, однако, он играл только в одиночном разряде, уступив Майклу Чангу, а затем выиграв ничего не решавшую встречу с Андре Агасси, когда американцы уже вели в матче со счётом 3:0. В 1988 году Кэхилл был признан в Австралии «теннисистом года». В 1989 году он достиг высшей позиции в рейтинге как в одиночном, так и в парном разряде (соответственно 22-е и 10-е место) и в конце сезона сыграл в паре с Кратцманом в турнире Мастерс — итоговом турнире среди сильнейших игроков тура Гран-при. Австралийская пара выиграла две встречи из трёх в группе и пробилась в полуфинал, где уступила первой ракетке мира — Андерсу Ярриду, игравшему в паре с Фицджеральдом.
Дальнейшему развитию карьеры Кэхилла помешали травмы. Он пропустил из-за операций коленей вторую половину 1991 года и полностью два следующих сезона, вернувшись на корт лишь в январе 1994 года. Вскоре после возвращения он завоевал свой 13-й титул и вышел в 20-й за карьеру финал в парном разряде, но в дальнейшем уже подобных успехов не достигал (лучшие результаты — полуфиналы на турнире ATP Super 9 в Индиан-Уэллз и турнире Queen’s Club в Лондоне) и после Открытого чемпионата Австралии 1995 года окончательно зачехлил ракетку.

## Участие в финалах турниров за карьеру (25)
| Легенда                                  |
| ---------------------------------------- |
| Большой шлем (2)                         |
| ATP Championship Series, Single Week (2) |
| ATP World (7)                            |
| Гран-при (13)                            |

### Одиночный разряд (2+1)
| Результат | Дата       | Турнир                              | Покрытие | Соперник в финале | Счёт в финале |
| --------- | ---------- | ----------------------------------- | -------- | ----------------- | ------------- |
| Победа    | 4 июл 1988 | Открытый чемпионат Швейцарии, Гштад | Грунт    | Якоб Хласек       | 6-3, 6-4, 7-6 |
| Поражение | 9 июл 1990 | Ньюпорт, Род-Айленд, США            | Трава    | Питер Олдрич      | 6-7, 6-1, 1-6 |
| Победа    | 4 фев 1991 | Сан-Франциско, США                  | Ковёр    | Брэд Гилберт      | 6-2, 3-6, 6-4 |

### Парный разряд (13+7)

#### Победы (13)
| №   | Дата        | Турнир                                  | Покрытие | Партнёр          | Соперники в финале          | Счёт в финале |
| --- | ----------- | --------------------------------------- | -------- | ---------------- | --------------------------- | ------------- |
| 1.  | 23 дек 1985 | Мельбурн, Австралия                     | Трава    | Питер Картер     | Бретт Дикинсон Роберто Саад | 7-6, 6-1      |
| 2.  | 12 окт 1987 | Swan Premium Open, Сидней, Австралия    | Хард (i) | Марк Кратцман    | Борис Беккер Роберт Сегусо  | 6-3, 6-2      |
| 3.  | 28 дек 1987 | Аделаида, Австралия                     | Хард     | Марк Кратцман    | Марк Вудфорд Карл Лимбергер | 4-6, 6-2, 7-5 |
| 4.  | 4 янв 1988  | New South Wales Open, Сидней, Австралия | Трава    | Марк Кратцман    | Джои Райв Бад Шульц         | 7-6, 6-4      |
| 5.  | 25 апр 1988 | Открытый Гран-при Германии, Гамбург     | Грунт    | Лори Уордер      | Рик Лич Джим Пью            | 6-4, 6-4      |
| 6.  | 10 окт 1988 | Swan Premium Open, Сидней (2)           | Хард (i) | Джон Фицджеральд | Брэд Дрюэтт Марти Дэвис     | 6-3, 6-2      |
| 7.  | 9 янв 1989  | New South Wales Open, Сидней (2)        | Хард     | Уолли Мазур      | Дани Виссер Питер Олдрич    | 6-4, 6-3      |
| 8.  | 12 июн 1989 | Лондон, Великобритания                  | Трава    | Марк Кратцман    | Тим Посат Лори Уордер       | 7-6, 6-3      |
| 9.  | 2 окт 1989  | Брисбен, Австралия                      | Хард     | Марк Кратцман    | Бродерик Дайк Саймон Юл     | 6-4, 5-7, 6-0 |
| 10. | 26 фев 1990 | Мемфис, США                             | Хард (i) | Марк Кратцман    | Удо Риглевски Михаэль Штих  | 7-5, 6-2      |
| 11. | 9 июл 1990  | Ньюпорт, Род-Айленд, США                | Трава    | Марк Кратцман    | Тодд Нельсон Брайан Шелтон  | 7-6, 6-2      |
| 12. | 6 авг 1990  | Цинциннати, США                         | Хард     | Марк Кратцман    | Нил Броуд Гэри Мюллер       | 7-6, 6-2      |
| 13. | 10 янв 1994 | NSW Open, Сидней (3)                    | Хард     | Сэндон Столл     | Марк Кратцман Лори Уордер   | 6-1, 7-6      |

#### Поражения (7)
| №  | Дата        | Турнир                                  | Покрытие | Партнёр          | Соперники в финале          | Счёт в финале |
| -- | ----------- | --------------------------------------- | -------- | ---------------- | --------------------------- | ------------- |
| 1. | 9 июн 1986  | Лондон, Великобритания                  | Трава    | Марк Кратцман    | Кевин Каррен Ги Форже       | 2-6, 6-7      |
| 2. | 13 июл 1987 | Бордо, Франция                          | Грунт    | Марк Вудфорд     | Серхио Касаль Эмилио Санчес | 3-6, 3-6      |
| 3. | 16 янв 1989 | Открытый чемпионат Австралии, Мельбурн  | Трава    | Марк Кратцман    | Рик Лич Джим Пью            | 4-6, 4-6, 4-6 |
| 4. | 9 окт 1989  | Australian Indoor Championships, Сидней | Хард (i) | Марк Кратцман    | Дэвид Пейт Скотт Уорнер     | 3-6, 7-6, 5-7 |
| 5. | 29 окт 1990 | Париж, Франция                          | Ковёр    | Марк Кратцман    | Скотт Дэвис Дэвид Пейт      | 7-5, 3-6, 4-6 |
| 6. | 7 янв 1991  | Holden NSW Open, Сидней                 | Хард     | Марк Кратцман    | Скотт Дэвис Дэвид Пейт      | 6-3, 3-6, 2-6 |
| 7. | 31 янв 1994 | Дубай, ОАЭ                              | Хард     | Джон Фицджеральд | Тодд Вудбридж Марк Вудфорд  | 7-6, 4-6, 2-6 |

### Смешанный парный разряд (0+1)
Поражение (1)
| Дата        | Турнир                      | Покрытие | Партнёрша     | Соперники в финале      | Счёт в финале |
| ----------- | --------------------------- | -------- | ------------- | ----------------------- | ------------- |
| 22 июн 1987 | Уимблдонский турнир, Лондон | Трава    | Николь Провис | Джо Дьюри Джереми Бейтс | 6-710, 3-6    |

### Кубок Дэвиса (0+1)
Поражение (1)
| Год  | Место проведения              | Покрытие  | Команда                                           | Соперник в финале                       | Счёт в финале |
| ---- | ----------------------------- | --------- | ------------------------------------------------- | --------------------------------------- | ------------- |
| 1990 | Сент-Питерсберг, Флорида, США | Грунт (i) | Австралия Д. Кэхилл, Дж. Фицджеральд, Р. Фромберг | США А. Агасси, Р. Лич, Дж. Пью, М. Чанг | 2:3           |

## Дальнейшая карьера
После раннего окончания игровой карьеры, вызванного серией операций коленей, Кэхилл стал теннисным тренером и телевизионным комментатором. В течение трёх лет он тренировал молодого соотечественника, будущую первую ракетку мира Ллейтона Хьюитта и привёл его к победе в Открытом чемпионате США 2001 года. Вскоре после этого они расстались; официальным поводом было несогласие Кэхилла на условие, согласно которому он не может возить с собой на турниры жену и 9-месячного сына, однако возможно, что истинной причиной были натянутые отношения с родителями Хьюитта. В том же году Кэхилл в качестве капитана привёл сборную Австралии (Патрик Рафтер, Хьюитт, Уэйн Артурс и Скотт Дрейпер) к победе в командном Кубке мира. По итогам года он был назван «тренером года» в Австралии
В 2002 году к Кэхиллу обратился Андре Агасси, только что расставшийся с прежним тренером Брэдом Гилбертом. Кэхилл принял предложение американца и оставался его тренером до конца карьеры Агасси. В эти годы Агасси завоевал свой четвёртый титул на Открытом чемпионате Австралии, а затем стал самым возрастным теннисистом в истории, поднявшимся на первую строчку рейтинга АТР.
Среди других подопечных Кэхилла — Даниэла Гантухова, Фернандо Вердаско, Тимо де Баккер и Фернандо Гонсалес, с которыми он работал как член тренерской бригады Adidas. В 2009 году он отказался от предложения стать постоянным тренером Роджера Федерера, так как хотел уделять больше времени семье, а годом позже отклонил аналогичное предложение Энди Маррея, сославшись на свои обязательства перед каналом ESPN, с которым сотрудничает начиная с Открытого чемпионата Австралии 2007 года. Тем не менее он позже работал с Марреем как тренер-консультант. С 2015 по 2018 год Кэхилл тренировал Симону Халеп, за это время выигравшую Открытый чемпионат Франции и ещё дважды проигрывавшую в финалах турниров Большого шлема. В середине 2022 года вошёл в тренерскую команду Янника Синнера, разделив обязанности тренера с Симоне Ваньоцци.
В последние годы Кэхилл с женой и двумя детьми проживает в Лас-Вегасе (США).